# Witoorzijdeaapje
Het witoorzijdeaapje (Callithrix aurita)  is een soort uit het geslacht Atlantische oeistiti's (Callithrix). De wetenschappelijke naam van de soort werd voor het eerst geldig gepubliceerd door Étienne Geoffroy Saint-Hilaire in 1812.

## Voorkomen
De soort komt voor in het Atlantisch Woud van Brazilië, in de deelstaten São Paulo, Rio de Janeiro en Minas Gerais.